# Mehdi Rajabian

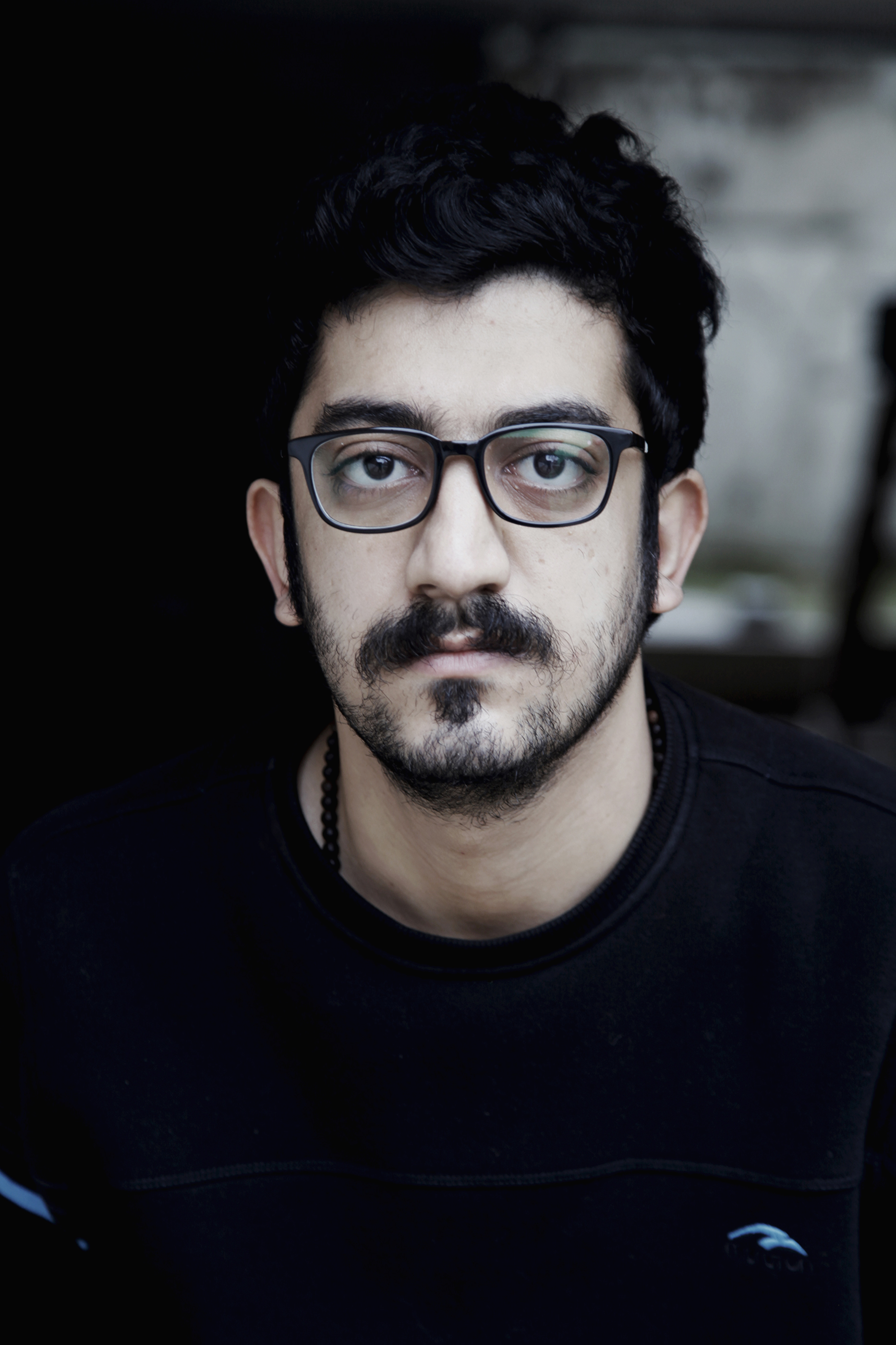
Mehdi Rajabian, 2015

Mehdi Rajabian, persisch مهدی رجبیان (* Oktober 1989 in Sari) ist ein iranischer Komponist, Arrangeur, Produzent und Setar-Musiker. Aufgrund seiner Aktivitäten im Musikbereich verbrachte er viele Jahre im Gefängnis. Rajabian war der erste Komponist, der den Minority Award der Vereinten Nationen erhielt.

## Leben
Bei traditionellen Musikmeistern erlernte Rajabian die iranische Musik innerhalb einiger Jahre. Er nahm als Musiker, Komponist und Produzent an der Produktion mehrerer Musikalben und Forschungsalben wie zum Beispiel Die Geschichte des Iran erzählt von Setar teil. Als Tontechniker war er an verschiedenen Musikalben beteiligt. Rajabian begann Musik zu studieren, durfte aber nach seiner Verhaftung im Jahr 2013 nicht in diesem Fachbereich weiterstudieren. Er gewann 2023 als erster Musiker den zweiten jährlichen internationalen Kunstwettbewerb der Vereinten Nationen für Künstler aus Minderheiten.

## Aktivitäten und Verhaftung
Mehdi Rajabian war als Verleger und Qualitätsbeauftragter an der Veröffentlichung und Produktion von Musikalben beteiligt. Zusätzlich betrieb er eine Webseite namens Bargmusic für alternative iranische Musik, die auch anderen Underground-Musikern im Iran eine Plattform bot. Rajabian wurde zusammen mit seinem als unabhängigen Filmemacher tätigen Bruder Hossein Rajabian und dem Komponisten und Setar-Musiker Yousef Emadi am 5. Oktober 2013 von iranischen Sicherheitskräften in seinem Büro festgenommen und in die Abteilung 2A des Evin-Gefängnisses gebracht. Alle drei verbrachten mehr als zwei Monate in Einzelhaft.
Die Verhaftung führte dazu, dass er sein Projekt, die Aufnahme des Forschungsalbums Geschichte des Iran erzählt von Setar als Musiker, nicht beenden konnte. Bei der Verhaftung wurden alle seine Musikaufnahmen und Festplatten beschlagnahmt.

## Reaktionen auf die Verhaftung
Auf die Verhaftung von Rajabian reagierten viele Aktivisten, wie beispielsweise der Leiter der Abteilung Naher Osten und Nordafrika von Amnesty International, Said Boumedouha. Eine Kampagne für die Freilassung des Künstlers Rajabian folgte, die durch mehr als zwanzigtausend Künstler auf der ganzen Welt unterstützt wurde.
Auch Freemuse, die weltweit wichtigste Organisation im Kampf gegen die Verfolgung von Musikern, startete eine Kampagne gegen die Haftstrafe Rajabians. Mehrere Künstler aus aller Welt traten dieser Kampagne bei. Darüber hinaus unterstützen P.E.N., der Europäische Rat für Künstler, der Rat für Songwriter und Komponisten Europas und zwanzig andere Verbände die Kampagne. Ahmed Shaheed, der Vertreter der Vereinten Nationen für Menschenrechte im Iran, verfasste einen Jahresbericht, der gemeinsam mit Briefen von mehr als vierhundert Musikern und Medienvertretern Ali Dschannati, dem Minister für Kultur und islamische Führung, übergeben wurde.

## Gerichtsurteil
Die Akte Mehdi Rajabians wurde im Sommer 2015 in der Abteilung 28 des Revolutionsgerichts durch Richter Moghiseh bearbeitet. Er wurde wegen nicht zugelassener Kunsttätigkeit, Beleidigung religiöser Heiligkeiten und Werbung gegen das Regime zu einer sechsjährigen Haftstrafe und einer Geldstrafe verurteilt. Dieses Urteil wurde bei der Berufung an der Niederlassung 54 des Islamischen Revolutionsgerichts zu drei Jahren Haftstrafe und drei Jahren Haftstrafe mit Bewährung geändert.

## Reaktionen Rajabians
Am Music Freedom Day unterstützten Freemuse und die offizielle Webseite des Music Freedom Day die Protestbewegung Rajabians. Rajabian berichtete auf seiner Instagram-Seite, sein einziges Vermögen – seine Setar – für die Zahlung der Geldstrafe als Teil seines Strafurteils zu verkaufen. Des Weiteren unterstützt die Freemuse-Stiftung den Verkauf des Instruments Rajabians.